# Улица Кирова (Ярославль)
У́лица Ки́рова (бывшая улица Калинина, Угличская улица, улица Сулимова) — улица в историческом центре города Ярославля. Наполовину пешеходная. Лежит между Первомайской улицей и Советской площадью. Одно из самых оживленных мест Ярославля. На улице расположено множество магазинов и кафе.

## История
До перепланировки города улица, начинавшаяся от Пробойной улицы рядом с церковью Ильи Пророка, и проходившая до Власьевской проезжей башни, называлась улицей Калинина, по располагавшемуся на улице домовладению ярославца по имени Калина. Название известно из «Переписной книге Ярославля» 1646 года и из плана Ярославля 1770-х годов.
При перестройке города по регулярному плану 1778 года улица была расширена и выпрямлена так, что с одной стороны перспективу улицы замыкала Ильинская церковь, а с другой — Власьевская башня. Таким образом улица стала одним из лучей, расходящихся от центральной (Ильинской) площади к проезжим башням Земляного города. С этого времени она называлась Угличской улицей, так как с этой улицы начиналась дорога на Углич.

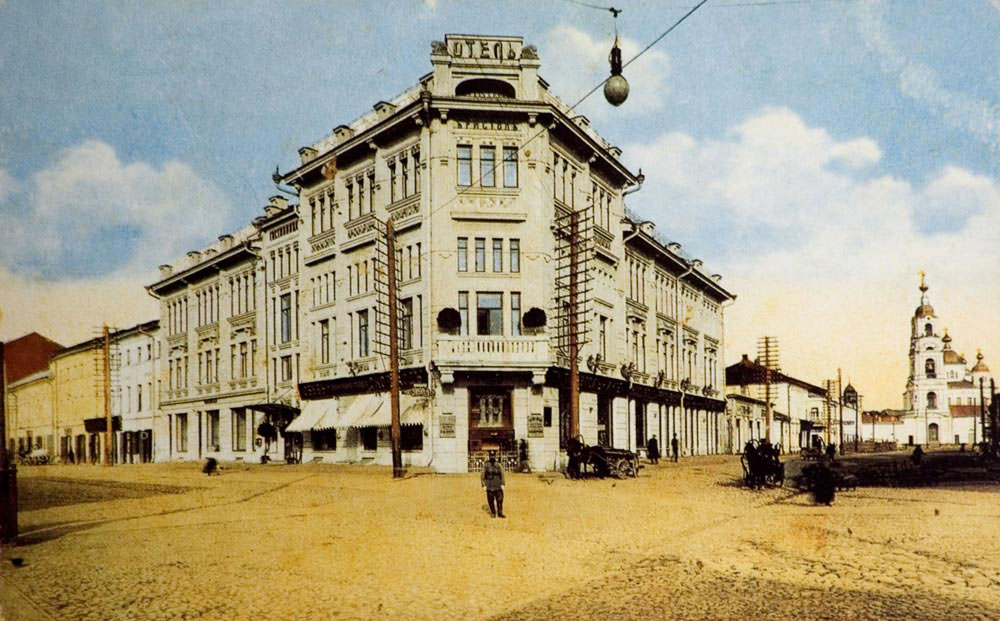
Угол Угличской и Екатерининской улиц в начале XX века

В конце XVIII — начале XIX столетия улица была обстроена одно-двухэтажными каменными жилыми домами в стиле классицизма. Во второй половине XIX века многие из них были переделаны под торговые помещения. Согласно описи, в 1809 году на Угличской улице имелись один трактир и 34 каменные лавки.
В 1820—1823 годы на участке от Ильинской площади до Ростовской улицы был выстроен комплекс зданий Мытного двора по проекту архитектора Петра Панькова.
В 1861 году к Власьевской башне в створе Угличской улицы была пристроена церковь Знамения Пресвятой Богородицы.

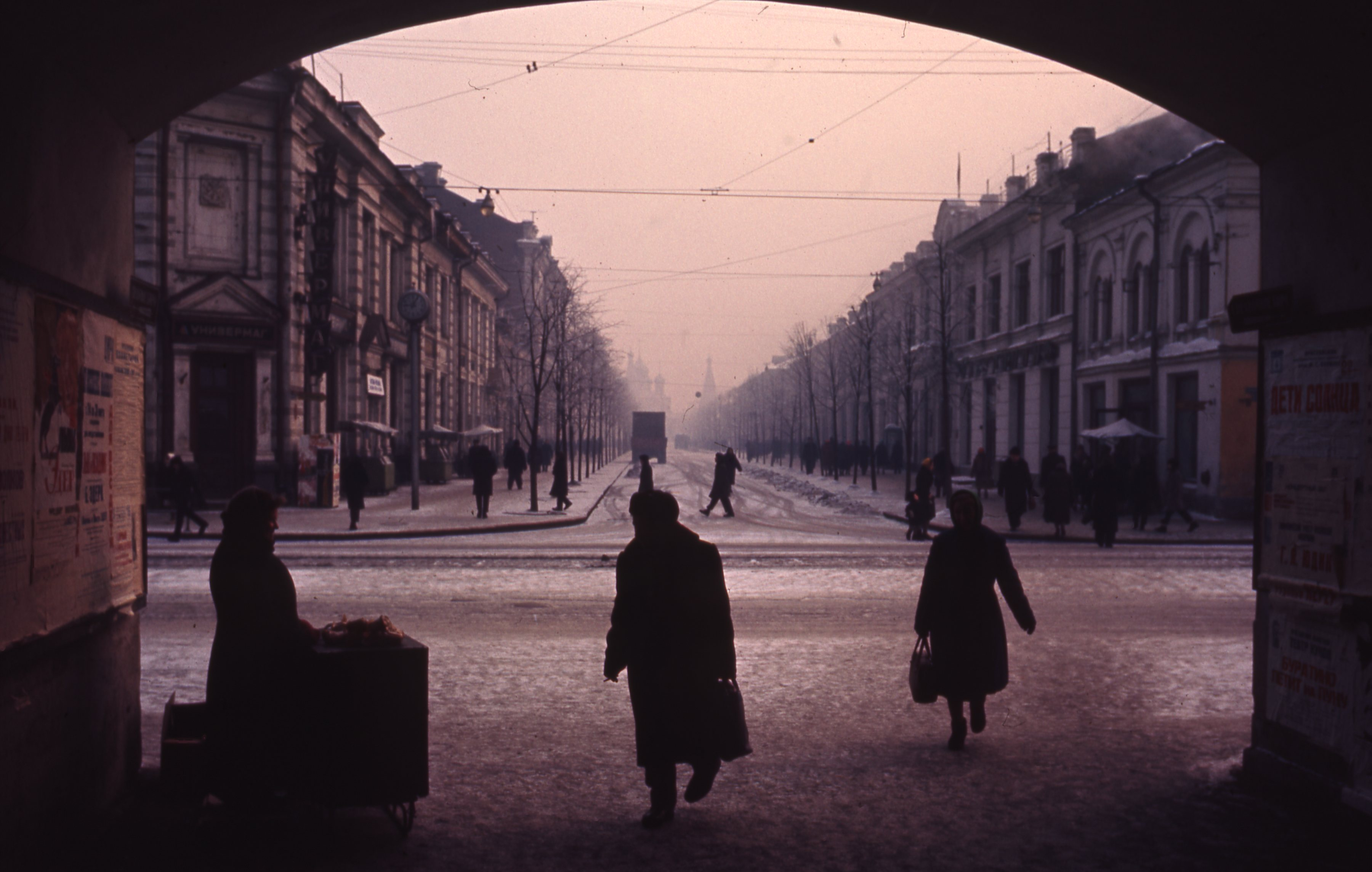
Улица в 1964 году

В начале XX столетия здесь появились здания в стиле модерн — гостиница «Бристоль» на углу Угличской и Екатерининской улиц и торговый дом Манделя на углу Угличской и Казанской.
В конце 1920-х годов улицу переименовали в улицу Сулимова в честь Д. Е. Сулимова (1890—1937) — председателя правительства РСФСР в 1930—1937 годах. В 1937 году Сулимова объявили «врагом народа» и расстреляли, а улицу переименовали в улицу Кирова в честь С. М. Кирова (1886—1934) — советского партийного деятеля.
В 1980 году для освобождения места под строительство нового здания для обкома КПСС был снесён ансамбль зданий Мытного двора.
В 1997 году участок улицы от Первомайской до Андропова стал пешеходным.

## Улицы и здания
Советская площадь
- № 4 — Жилой дом, принадлежавший причту Ильинской церкви. Возведён в 1780-е годы[3]
- № 8/10 — 2-й корпус ЯрГУ, в котором располагается физический факультет и приемная комиссия. Бывший Екатерининский Дом призрения ближнего, построенный в 1786 году по проекту архитектора И. М. Левенгагена по инициативе ярославского наместника А. П. Мельгунова[4]

← Улица Андропова →

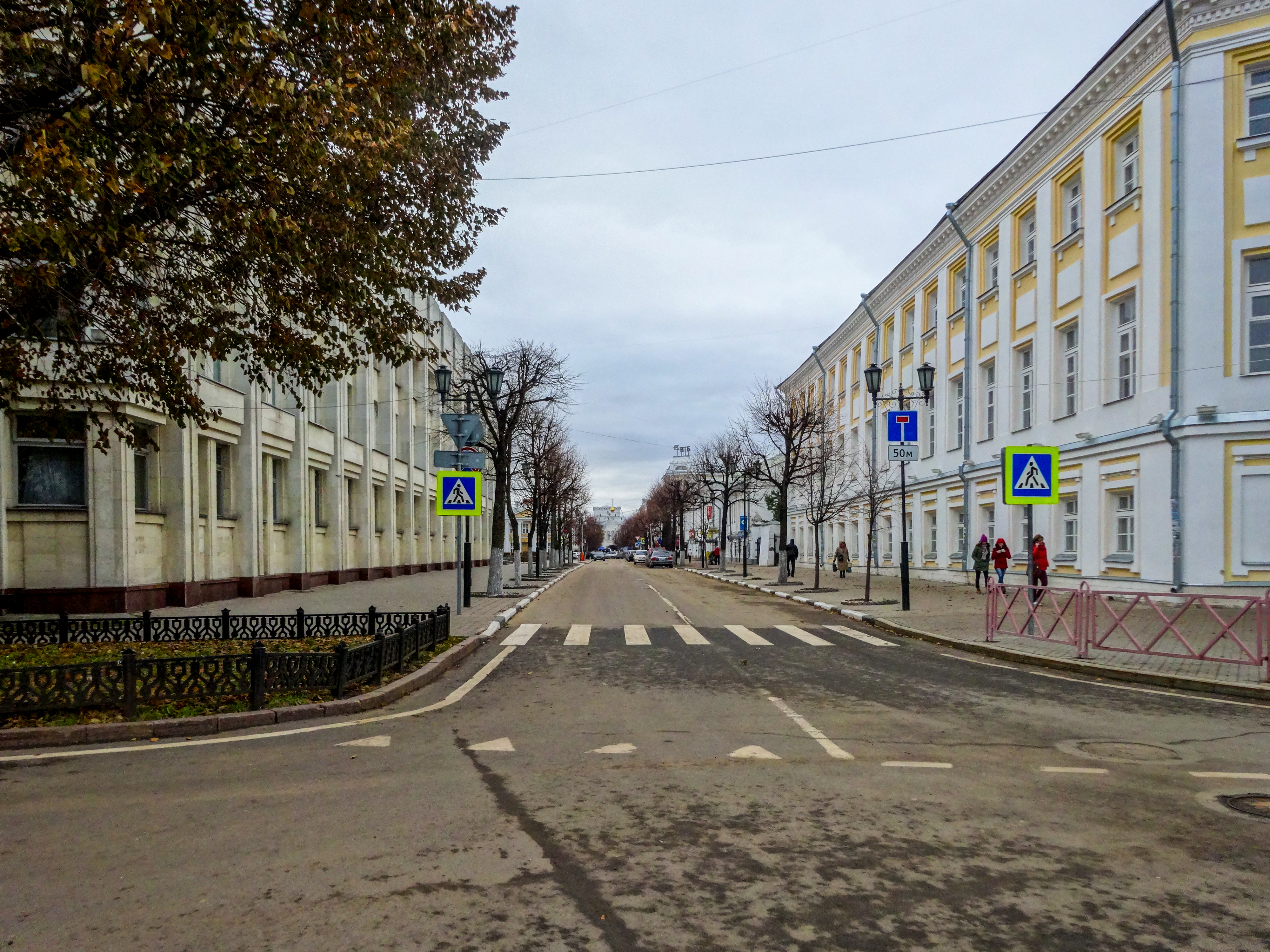
Вид со стороны центральной площади

- № 10/25 — Бывшая гостиница «Бристоль». Здание построено в 1810-е годы, перестроено в 1910 году по проекту архитектора Г. В. Саренко в стиле позднего модерна[5]. После революции в гостинице располагались органы советской власти, потом ресторан «Русь» и корпус отеля «Волга»[6].
- № 5/23 — Бывший трактир и гостиница «Столбы»[7]
- № 10 — ТЦ «Волга»

→ Депутатский переулок
- № 9/7 — Бывший жилой дом с лавками купца Чистова. Возведён в 1840-х годах[8]
- № 12 — Бывший особняк Ерыкалова. Построен в 1875 году[9]
- № 13/31 — Бывший торговый дом купцов Голкиных. Построен в 1911 году по проекту П. А. Трубникова[10]
- № 18 — Бывший Торговый дом Манделя — магазин, продававший готовое платье, форменную одежду и меха. Построен в начале XX века. С 1930 года здесь располагался универмаг Резинообъединение, где продавались товары бытового и спортивного назначения: сапоги, шланги, спортивные мячи и шапочки для плавания. С 1953 года магазин преобразован в «Головной универмаг». С 1966 года в здании находится книжный магазин[11].

← Первомайская улица →

По другим улицам:
- Советская площадь, 3 — Здание Правительства Ярославской области. Построено в 1981 году для Ярославского обкома КПСС
- Советская площадь, 5 — Здание Губернских присутственных мест. Построено в 1781—1785 годах.
- Первомайская улица, 2а — Знаменская церковь. Построена в 1897 году в русском стиле по проекту архитектора Aлександра Никифорова

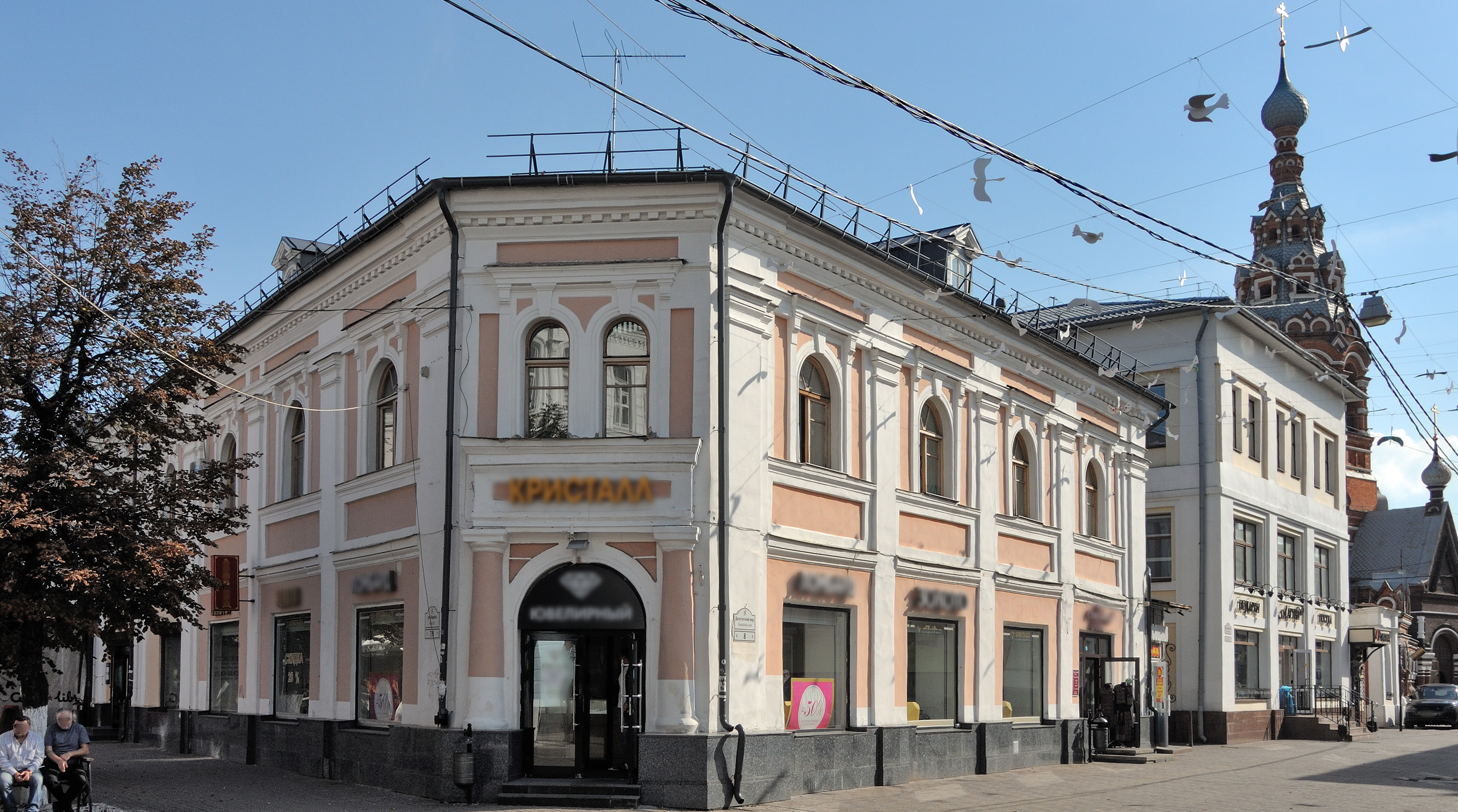
Торговое здание (№ 7)
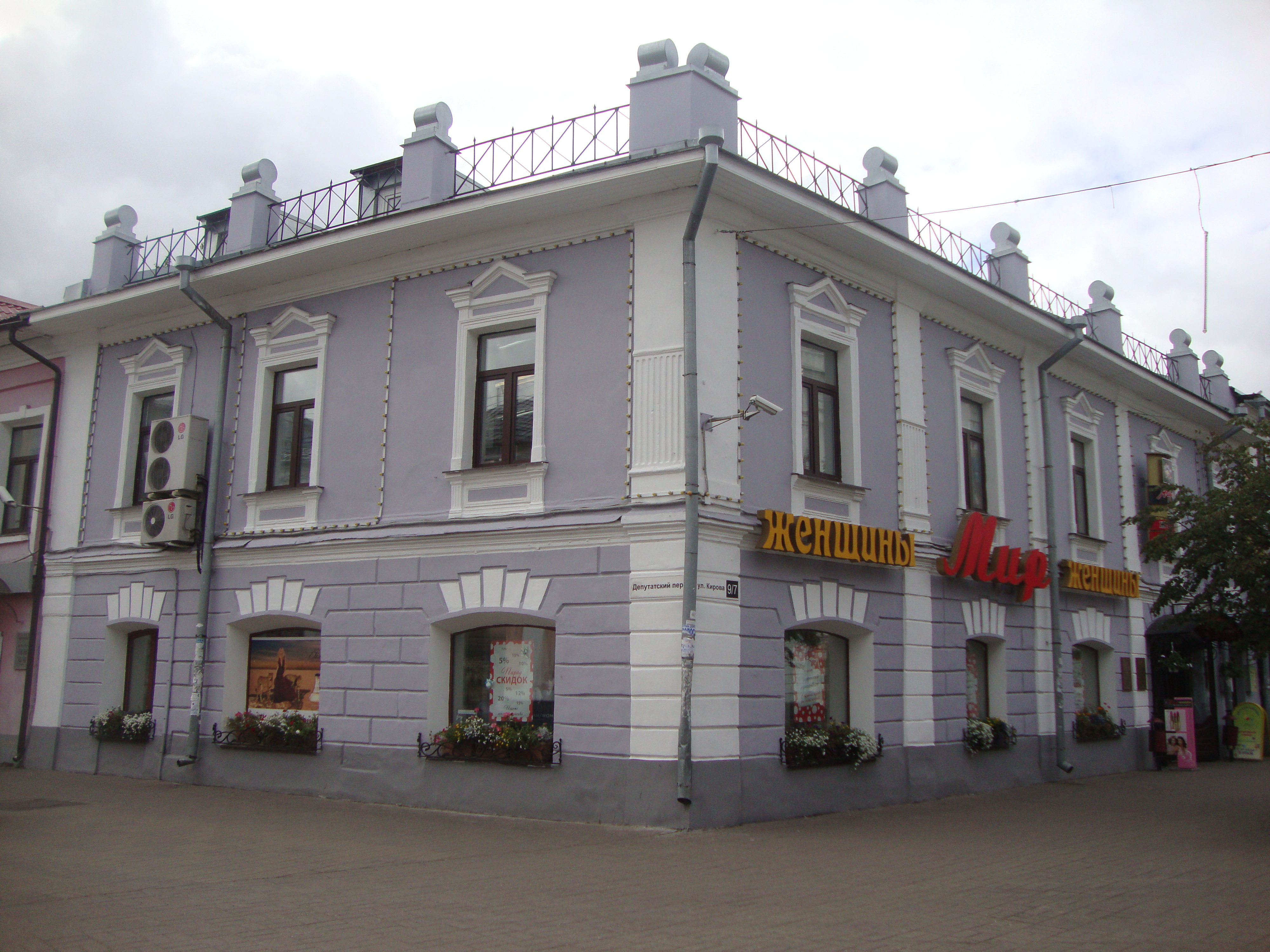
Бывший дом Чистова (№ 9)
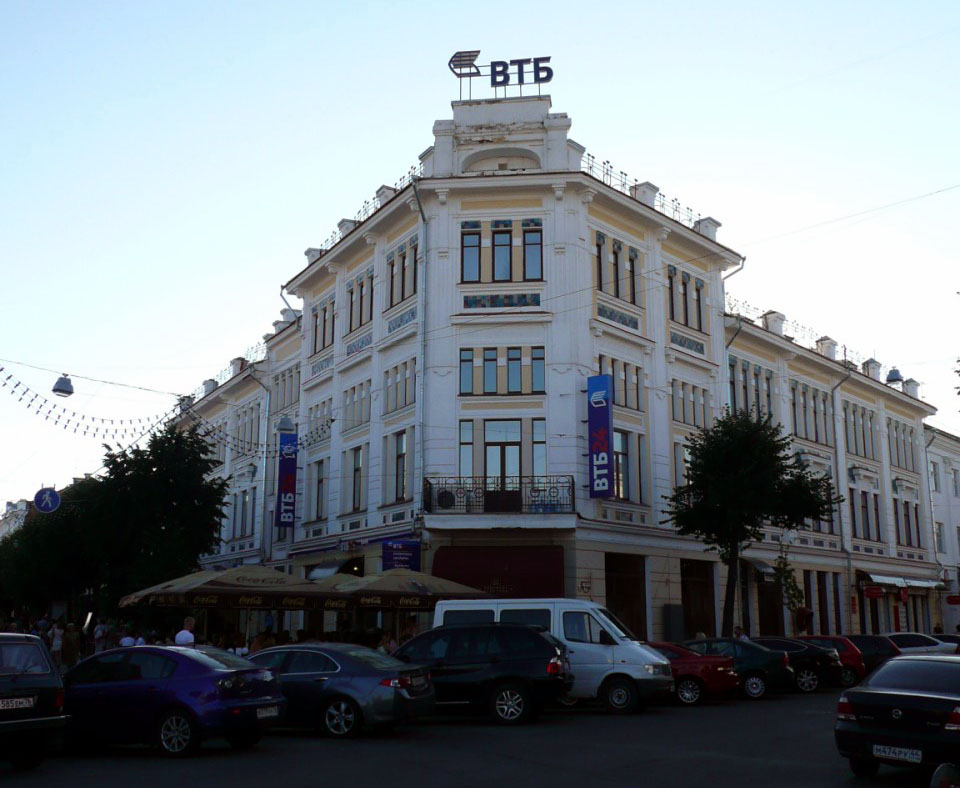
Бывшая гостиница «Бристоль» (№ 10)
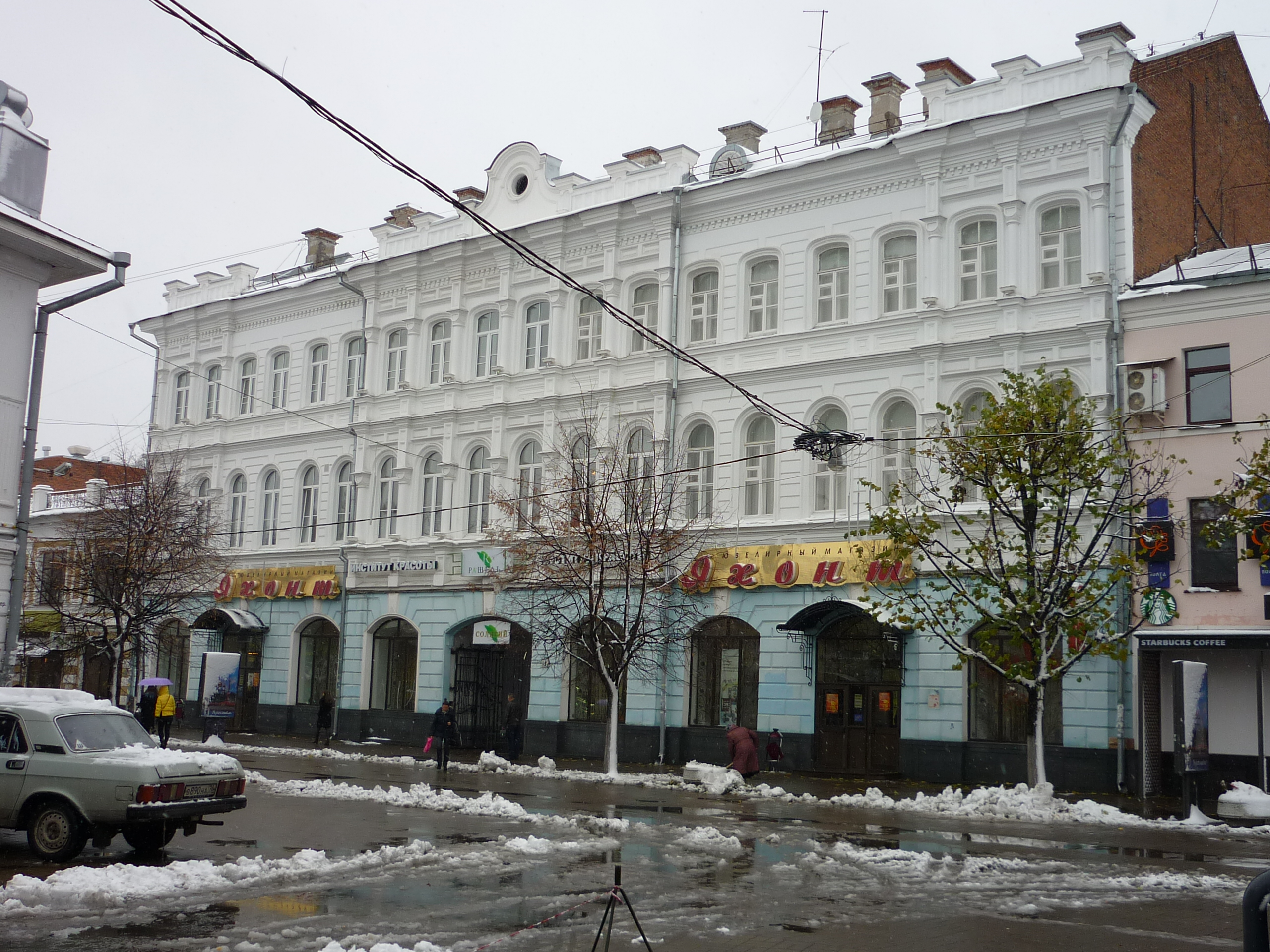
Бывший доходный дом Ерыкалова (№ 12)
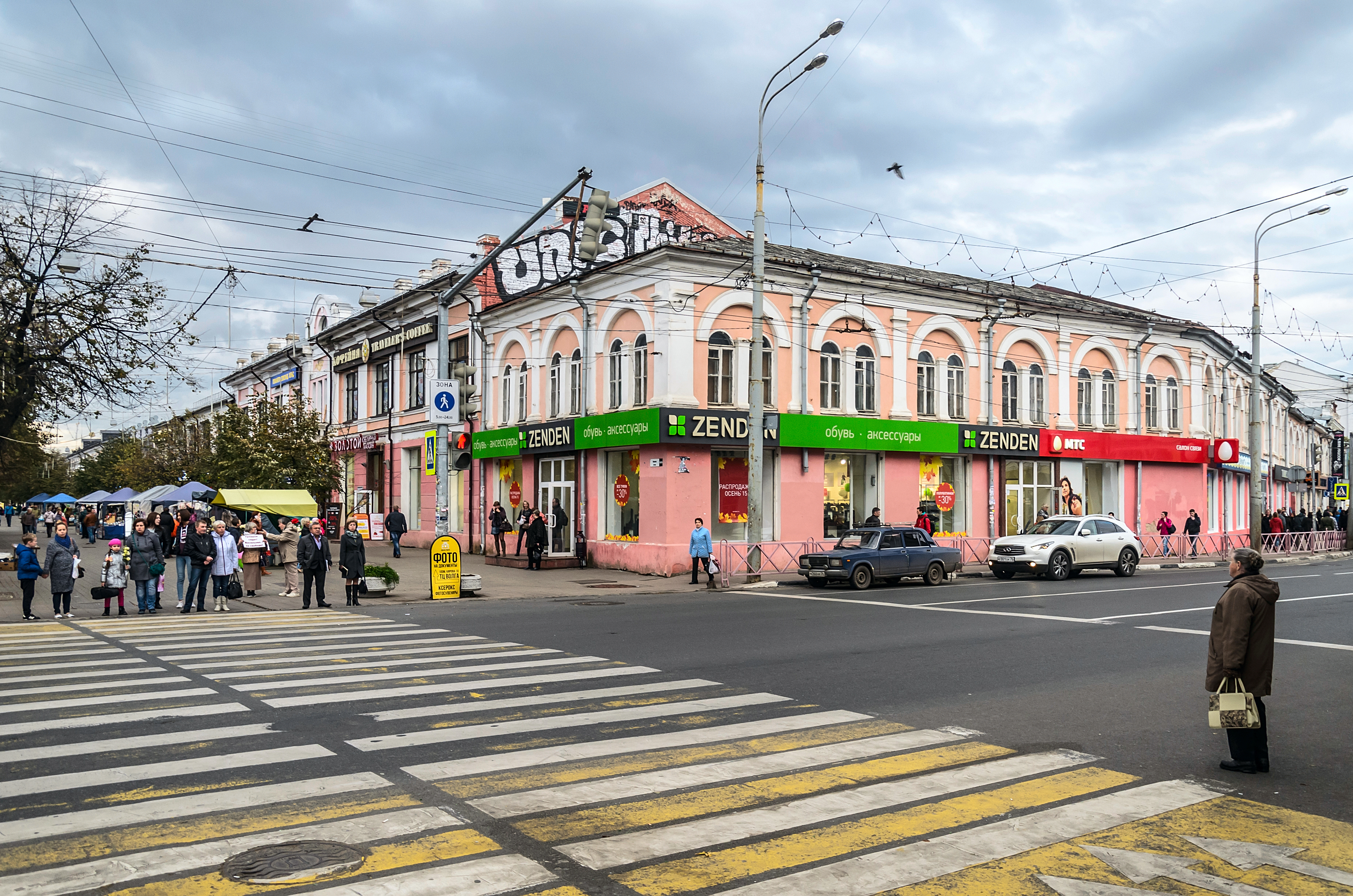
Бывший торговый дом Голкиных (№ 13)